# 墨西哥萊檬
墨西哥青柠檬又名墨西哥萊姆（Citrus × aurantiifolia），柑橘類的一種。原產於印度、緬甸等亞洲熱帶地區的小喬木。果實可作食用。
此外，佛岛青柠派（key lime pie）是由墨西哥青柠檬汁、蛋黄和大量炼乳为主要原料做成的西式馅饼。